# Kommunalpolitik
Kommunalpolitik - også kendt under betegnelsen lokalpolitik - betegner den del af et lands politik, der foregår på det første niveau i den subnationale inddeling. De øvrige niveauer udgøres af amter/regioner/delstater og det (forbunds)statslige. Uagtet de store forskelle på kommunernes opgaver på tværs af landegrænserne er kommunalpolitikken det, der foregår tættest på borgerne.
Indenfor kommunalpolitikken ses – dog afhængig af opgavefordelingen mellem de politisk-administrative niveauer – mange af de samme områder som de øvrige folkevalgte organer tager sig af: Trafik, miljø og planlægning. I særligt de skandinaviske lande er opgaverne mange flere og omfatter blandt andet også socialpolitik, undervisning, ældrepleje, sundhed og arbejdsmarked.